# روپرت گرینت
روپرت الکساندر لوید گرینت (انگلیسی: Rupert Alexander Lloyd Grint؛ زادهٔ ۲۴ اوت ۱۹۸۸) بازیگر انگلیسی است که به خاطر بازی در نقش رون ویزلی در مجموعه فیلم‌های هری پاتر به شهرت رسید. او در یازده سالگی برای بازی در نقش رون ویزلی انتخاب شد و پیش از آن فقط در نمایشنامه‌های مدرسه و گروه تئاتر محلی خود بازی کرده بود. از آن زمان به بعد، گرینت به کار خود در سینما، تلویزیون و تئاتر ادامه داد.
گرینت از سال ۲۰۰۲ با ایفای نقش اصلی در فیلم رعد و برق شروع به کار در خارج از مجموعه فیلم هری پاتر کرد. او همچنین نقش‌های اصلی را در فیلم‌های درام آموزش رانندگی (۲۰۰۶) و بمب گیلاس (۲۰۱۰) بازی کرد. سپس در کمدی هدف وحشی (۲۰۱۰) با بیل نای و امیلی بلانت همبازی شد. گرینت در سال ۲۰۱۲ در نقش مکمل یک فیلم ضد جنگ با نام درون سپیدی بازی کرد. در سال ۲۰۱۳ فیلم سی‌بی‌جی‌بی با بازی او اکران شد و او در برنامهٔ جدید شبکه سی‌بی‌اس با نام سوپرکلاید حضور پیدا کرد. او در اکتبر ۲۰۱۳ در تئاتر هارولد پینتر لندن نخستین حضور خود را در موجو ساختهٔ جز باترورث انجام داد. در سال ۲۰۱۴ وی صداپیشگی شخصیت جاش در فیلم پت پستچی: فیلم را انجام داد و از سال ۲۰۱۷ تا ۲۰۱۸ در مجموعهٔ تلویزیونی قاپ‌زنی که بر اساس فیلمی به همین نام است، به عنوان مدیر اجرایی تولید و بازیگر ایفای نقش کرد. از سال ۲۰۱۹ او در سریال ترسناک روانشناختی خدمتکار محصول اپل تی‌وی پلاس بازی می‌کند.
گرینت از چندین مؤسسه خیریه پشتیبانی می‌کند. او از سال ۲۰۱۱ با جورجیا گروم بازیگر بریتانیایی در ارتباط است و از او دو دختر دارد.

## زندگی
روپرت الکساندر لوید گرینت در ۲۴ اوت ۱۹۸۸ در هارلو، در اسکس انگلستان زاده شد. پدرش نایجل گرینت فروشندهٔ یادگاری‌های مسابقه‌ای و مادرش جوآن گرینت (زاده ۱۹۶۷ با نام‌خانوادگی قبلی پارسونز) است. او فرزند بزرگ خانواده است و پنج خواهر و برادر دارد. او گفته است که نخستین هدف زندگی او این بود که یک بستنی‌فروش سیار شود. او در واتون-ات-استون، هرتفوردشر بزرگ شد و در مدرسه ریچارد هیل در هرتفورد تحصیل کرد.
گرینت زمانی که در مدرسه بود، علاقهٔ شدیدی به بازی در تئاتر داشت. او شروع به اجرای نقش در نمایش‌های ساخت مدرسه کرد. سپس به مدرسهٔ تئاتر تاپ هت استیج و مدرسهٔ اسکرین پیوست که این آخری، یک گروه تئاتر محلی بود که او برای ایفای نقش یک ماهی در داستان کشتی نوح و یک الاغ در یک نمایش عیسی مسیح انتخاب شد. در دبیرستان هم به شرکت در نمایش‌های مدرسه ادامه داد. با این وجود، او پیش از مجموعه فیلم هری پاتر هرگز به صورت حرفه‌ای فیلمی بازی نکرده بود. او در شانزده سالگی مدرسه را رها کرد تا روی حرفه بازیگری خود تمرکز کند و اظهار داشت که «واقعاً آنقدر مدرسه را دوست ندارد».

## دوران کاری

### ۱۹۹۹–۲۰۱۱: هری پاتر و شهرت جهانی
از سال ۱۹۹۹ انتخاب بازیگران برای اقتباس سینمایی از رمان پرفروش هری پاتر و سنگ جادو نوشته جی. کی. رولینگ آغاز شد. رولینگ اصرار داشت که بازیگران بریتانیایی باشند و به سوزی فیگیس و کارگردان کریس کلمبوس در انتخاب نقش‌ها کمک کرد. گرینت که یکی از طرفداران این مجموعه کتاب بود، برای نقش رون ویزلی، یکی از بهترین دوستان هری پاتر در هاگوارتز آزمون بازیگری داد. او با دیدن گزارش برنامهٔ نیوزروند در مورد چگونگی انتخاب بازیگر، یک نوار ضبط شده از خودش که در آن یک شعر به سبک رپ بود و رون ویزلی را معرفی می‌کرد برای آزمون ارسال کرد و پس از آن تیم انتخاب بازیگران برای دیدار با او درخواست کردند. در ۸ اوت ۲۰۰۰ دنیل ردکلیف، اما واتسون، و گرینت ۱۱ ساله به ترتیب برای بازی در نقش هری پاتر، هرماینی گرنجر و رون ویزلی انتخاب شدند. گرینت بزرگ‌ترین عضو این سه نفر است. اکران هری پاتر و سنگ جادو در سال ۲۰۰۱ نخستین اجرای گرینت روی پردهٔ سینما بود. این فیلم با شکستن رکورد فروش در روز افتتاحیه و فروش آخر هفته، پرفروش‌ترین فیلم آن سال شد. (مجموعه فیلم هری پاتر با مجموع ۹۷۴ میلیون دلار در اکران سینمایی خود، دومین مجموعه‌فیلم پرفروش تاریخ سینما است) این فیلم از نظر منتقدان مورد استقبال قرار گرفت و عمدتاً نظرات مثبتی را دریافت کرد. با این حال تعدادی از منتقدان وفاداری این اقتباس سینمایی به کتاب را بهترین و بدترین کیفیت آن دانستند. گرینت برندهٔ جایزهٔ ستلایت در دسته‌بندی استعدادهای جدید برجسته و جایزهٔ هنرمند جوان برای آینده‌دارترین بازیگر جوان تازه‌وارد برنده جایزه شد.
یک سال بعد گرینت دوباره در نقش رون در هری پاتر و تالار اسرار (۲۰۰۲) بازی کرد. او نقدهای مثبتی دریافت کرد و منتقدان عموماً از بازی بازیگران اصلی لذت بردند. هم لس‌آنجلس تایمز و هم مجلهٔ نیویورک اظهار کردند که گرینت و همتایانش در فیلم‌ها به بلوغ رسیده‌اند. مجلهٔ نیویورک در ادامه اضافه کرد که گرینت مسلط‌تر شده است و گفت که آنها دلتنگ شور و شوق تازه‌کاری این بازیگر و اما واتسون در فیلم سنگ جادو شده‌اند. هری پاتر و زندانی آزکابان (۲۰۰۴) در ۳۱ مه در بریتانیا اکران شد. در این فیلم هر سه شخصیت اصلی خود را در آستانهٔ نوجوانی می‌بینند و در حالی که شجاع‌تر و تواناتر از قبل به نظر می‌رسند، خطراتی که با آن روبرو هستند بسیار جدی‌تر و آسیب‌پذیری‌شان شدیدتر به نظر می‌رسد. آلفونسو کوارون کارگردانی فیلم زندانی آزکابان را بر عهده گرفت، فیلمی که کم‌فروش‌ترین فیلم هری پاتر با ۷۹۵ میلیون دلار درآمد است. با این وجود، زندانی آزکابان دومین فیلم پرفروش سال ۲۰۰۴ پس از شرک ۲ بود.

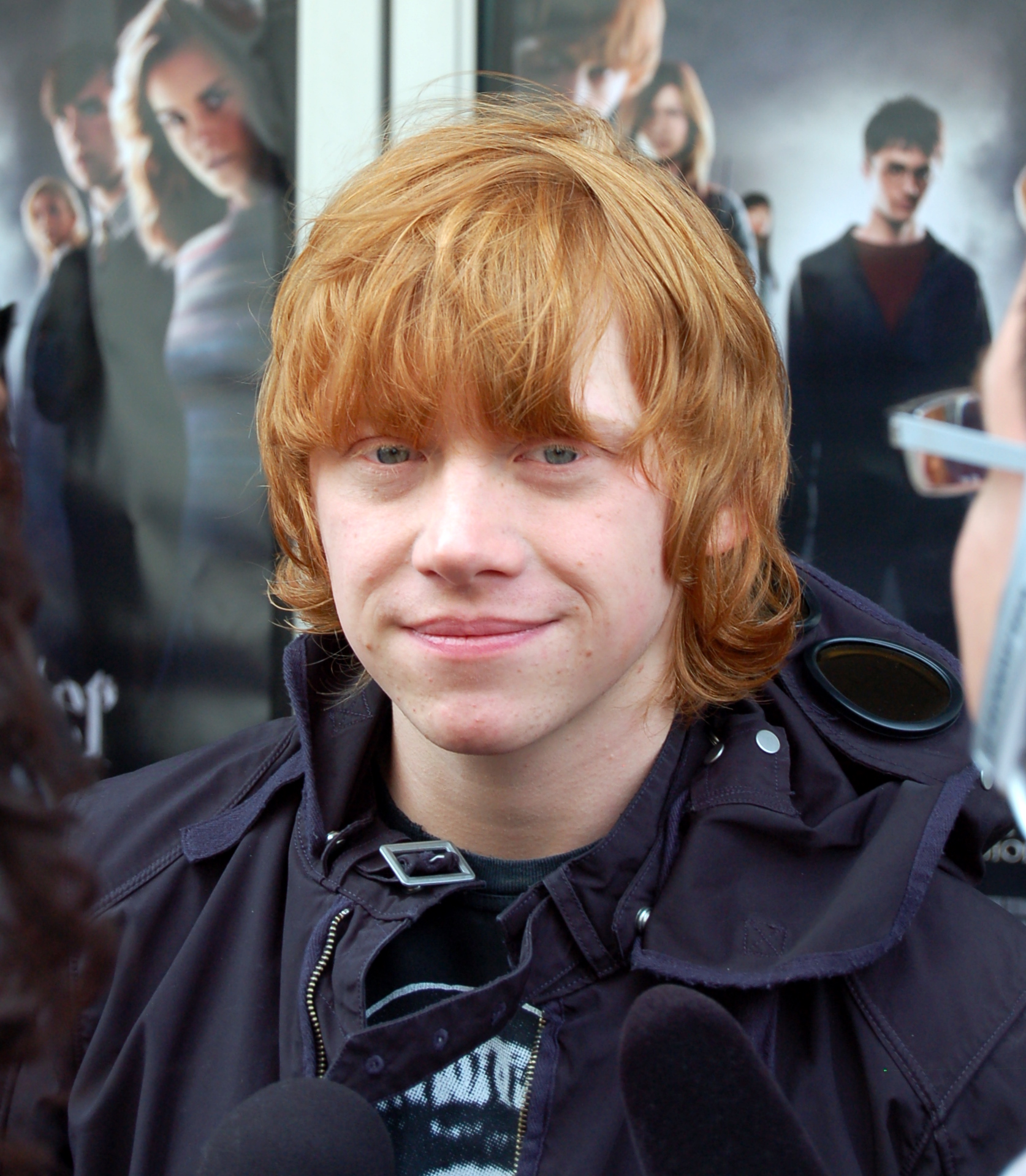
گرینت در اولین روز نمایش هری پاتر و محفل ققنوس در تورنتو در سال ۲۰۰۷

در سال ۲۰۰۵ گرینت یک بار دیگر نقش رون ویزلی را برای چهارمین فیلم از این مجموعه، هری پاتر و جام آتش بازی کرد. این اقتباس برخلاف فیلم‌های قبلی، عناصر رمانتیک را به تصویر می‌کشید و شامل طنز بیشتری هم می‌شد. در مصاحبه‌ای در سال ۲۰۰۵ با آی‌جی‌ان، هر سه بازیگر اصلی فیلم صحنه‌های طنز موجود در فیلم را دلیل موفقیت فیلم عنوان کردند. کارگردانی آن فیلم را مایک نیوول بر عهده داشت که گرینت او را اینگونه توصیف کرده است: «صدایش خیلی بلند بود و هیچ واهمه‌ای نداشت که به شما فحش بدهد، اما او واقعاً باحال بود.» جام آتش یکی از فیلم‌های مجموعه است که بهترین نقد را دریافت کرده است و به دلیل پختگی و پیچیدگی شخصیت‌ها، خط داستانی تیره‌تر و پیچیده‌تر، کیفیت فیلم‌نامه و همچنین بازی بازیگران اصلی مورد توجه قرار گرفته است.
هری پاتر و محفل ققنوس پنجمین فیلم از مجموعهٔ هری پاتر، در سال ۲۰۰۷ در سینماها اکران شد. این فیلم با موفقیت مالی بزرگی توانست رکورد فروش جهانی آخر هفته را با فروش ۳۹۴ میلیون دلاری به نام خود ثبت کند و جایگزین مرد عنکبوتی ۳ شود. این فیلم توسط یک فیلمساز جدید با نام دیوید ییتس کارگردانی شد. کسی که همه فیلم‌های بعدی پاتر را هم کارگردانی کرد. گرینت گفت که او کارگردان آرام و واقعاً خوبی بود و به تازه ماندن مطالب کمک کرد. گرینت و همبازی‌هایش در هری پاتر اثر دست‌ها، پاها و چوبدستی‌های خود را بر روی بتن در مقابل سالن نمایش چینی گرامن در هالیوود به ثبت کردند.
در ۵ ژوئیه ۲۰۰۹ قسمت ششم این مجموعه با نام هری پاتر و شاهزاده دورگه اکران شد و دوباره رکوردهای فروش را به نام خود ثبت کرد. این فیلم در نمایش خود ۹۳۳ میلیون دلار فروش بلیت داشت. این فیلم همچنین یکی از فیلم‌های هری پاتر است که با نظرات مثبتی روبرو شد و منتقدان داستان، کارگردانی، فیلم‌برداری، طراحی بصری و موسیقی متن آن را ستایش کردند. گرینت در این فیلم تغییراتی را در متن شخصیت رون مشاهده کرد و به این نکته اشاره کرد که شخصیت بسته و تحت‌الشعاع رون شروع به بازتر شدن کرده و جنبه‌های تاریک خود را نیز نشان داده است. از نظر گرینت، شخصیت دادن به یک رونِ احساساتی‌تر برای او جالب بود. بین سال‌های ۲۰۰۹ و ۲۰۱۰ آثار گرینت نامزد سه جایزه از جمله برنده جایزه اتو از مجله آلمانی براوو شد.

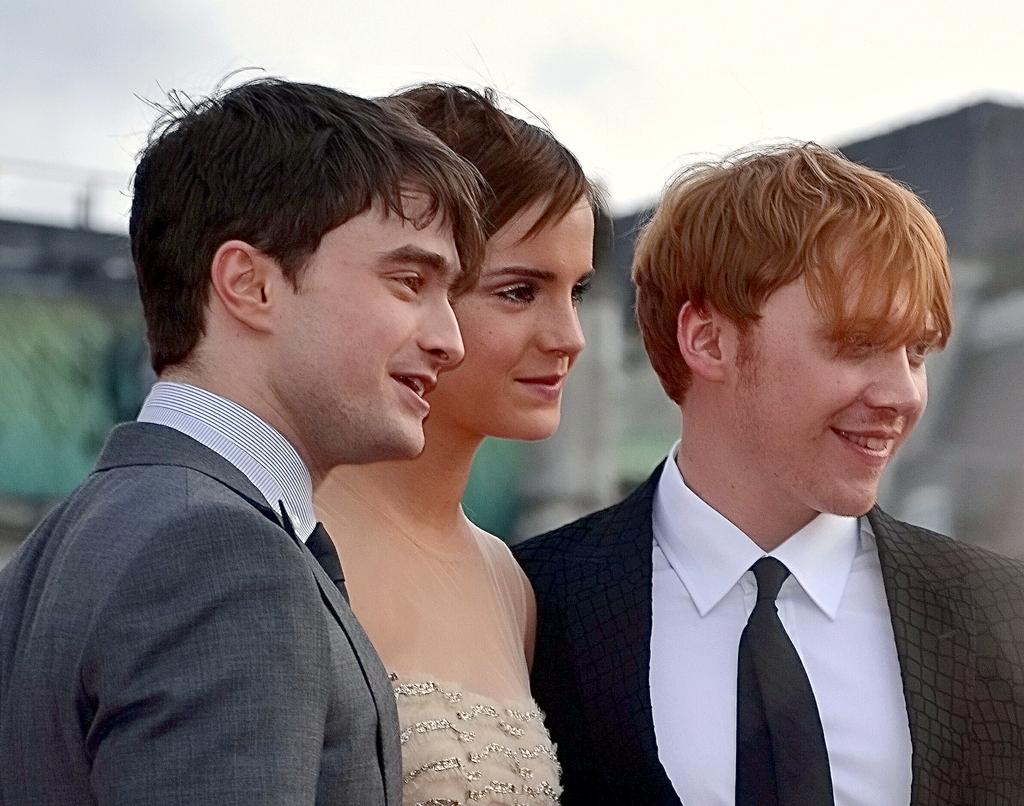
گرینت در کنار دنیل ردکلیف (سمت چپ) و اما واتسون (وسط) در اولین نمایش هری پاتر و یادگاران مرگ - قسمت دوم در سال ۲۰۱۱

علیرغم موفقیت‌های فیلم‌های قبلی آینده این مجموعه فیلم زمانی زیر سؤال رفت که سه بازیگر اصلی در مورد امضای قرارداد برای دو فیلم پایانی تردید داشتند. با این حال، در مارس ۲۰۰۷ گرینت موافقت کرد که برای قسمت‌های پایانی بازگردد. به دلایل مالی و با توجه به حجم فیلمنامه، داستان کتاب پایانی به دو فیلم تقسیم شد و این دو فیلم پشت سر هم فیلمبرداری شدند. فیلمبرداری این دو فیلم در ژوئن ۲۰۱۰ پایان یافت. پس از پایان فیلم نهایی، گرینت گفت: «منظورم این است که به معنای واقعی کلمه، این کودکی من بوده است، و ناگهان همه چیز به یک سکانس تصادفی تبدیل شد، با پریدن ما از داخل یک شومینه، و پس از آن پایان یافت [...] خیلی عجیب است چون ناگهان همه چیز پایان یافت. به همان صورت برای همه ما واقعاً احساسی بود. چرا که می‌دانستیم که دیگر هرگز این کار را انجام نخواهیم داد.» هری پاتر و یادگاران مرگ – قسمت اول (۲۰۱۰) در ماه نوامبر اکران شد و بیش از ۹۵۰ میلیون دلار فروش داشت و چندین رکورد فروش را به نام خود ثبت کرد. این فیلم از بیشتر منتقدان بازخوردهای مطلوبی را دریافت کرد. بازی گرینت در نقش رون دوباره تحسین منتقدان را به همراه داشت. دینا استیونز در نقد خود برای مجله اسلیت بازی هر سه را فوق‌العاده خواند. جو مورگنسترن از وال‌استریت ژورنال، اگرچه از این فیلم متنفر بود اما نوشت که گرینت به بازیگر ماهری تبدیل شده است، کسی که بلد است چگونه به مرور خشمگین شود. با این حال لو لومنیک نویسندهٔ نیویورک پست احساس می‌کرد که گرینت و ردکلیف هر دو از بازی در نقش شخصیت‌ها خسته شده‌اند و آنرا در اجراهایشان نشان دادند. بازی گرینت در این فیلم برای او نامزدی از جوایز فیلم ام‌تی‌وی و جوایز ملی فیلم برای بهترین مبارزه و اجرا در سال ۲۰۱۱ به ارمغان آورد. او برای هفتمین بار در هری پاتر و یادگاران مرگ – قسمت دوم، آخرین قسمت هری پاتر، نقش خود را از همان جایی که فیلم قبلی متوقف شد از سر گرفت. این فیلم شامل صحنه‌های اکشن زیادی بود. در حالی که قسمت اول بیشتر بر روی توسعه شخصیت متمرکز بود. گرینت در این فیلم مورد تحسین منتقدان قرار گرفت: ان هورنادی از واشینگتن پست نوشت: «چه کسی می‌توانست پیش‌بینی کند که ردکلیف، گرینت و واتسون بازیگران خوبی خواهند بود؟» این فیلم چندین رکورد فروش از جمله بزرگ‌ترین اکران، بزرگ‌ترین افتتاحیه روز اول و بزرگ‌ترین افتتاحیه آخر هفته را شکست. قسمت دوم یادگاران مرگ چهارمین فیلم پرفروش تاریخ شد.جی.کی. رولینگ نویسنده هری پاتر در نخستین نمایش جهانی هری پاتر و یادگاران مرگ – قسمت دوم در ۷ ژوئیهٔ ۲۰۱۱ در لندن سخنرانی کرد. او گفت که هفت نفر از بازیگران مجموعه فیلم‌های هری پاتر بودند که او آنها را «هفت بزرگ» می‌نامد. روپرت گرینت یکی از آنها بود و دنیل ردکلیف، اما واتسون، تام فلتون، متیو لوئیس، ایوانا لینچ و بانی رایت شش نفر دیگر بودند. گرینت دربارهٔ شخصیت رون ویزلی گفته است: «او همیشه بخش بزرگی از کودکی من بود.»

### ۲۰۰۲–۲۰۱۱: فیلم‌های همزمان در دوران هری پاتر
در سال ۲۰۰۲ گرینت در نخستین فیلم غیر هری پاتری خود به نام رعد و برق بازی کرد که حول محور شخصیتی با نام پاتریک (با بازی بروس کوک) می‌چرخد که توانایی قابل توجه او در تولید باد معده باعث شد که او شغل فضانوردی را به دست آورد. در این فیلم گرینت در نقش آلن، پسری ناشناس که تنها دوست پاتریک است، بازی کرد و به‌طور کلی توسط منتقدان و مخاطبان نادیده گرفته شد. بیشتر منتقدانی که به آن توجه کردند، واکنش خوبی نسبت به آن نشان ندادند. یکی از منتقدان دربارهٔ این فیلم نوشت: «این فیلم باید در زندان‌ها نمایش داده شود تا زندانیان دلیل خوبی برای عدم بازگشت داشته باشند.» گرینت همچنین در فیلم آموزش رانندگی که یک درام کمدی بود که در سال ۲۰۰۶ اکران شد، با بازی در کنار جولی والترز ظاهر شد. این فیلم با استقبال گوناگونی از سوی منتقدان مواجه شد. اما ایفای نقش یک پسر مظلوم نوجوان عموماً توسط گرینت مورد تحسین قرار گرفت. آندره سوارس از آلت فیلم گاید نوشت: «گرینت حس طبیعی بودن ذاتی را به همراه کاریزمای شخصی که به‌طور بالقوه عجایب رقت‌انگیز یک مسیحی را به یک مرد جوان شوخ‌طبع و کاملاً دوست داشتنی و البته کمی بی‌دست و پا تبدیل می‌کند.».
در ژوئیهٔ ۲۰۰۸ اعلام شد که گرینت در فیلم درام بمب گیلاس با رابرت شیهان و کیمبرلی نیکسون بازی خواهد کرد. گرینت دریافت که فیلمبرداری این فیلم بسیار متفاوت از فیلم‌های هری پاتر است؛ زیرا مجبور بود خود را با انجام ده‌ها صحنه در روز وفق دهد. شخصیت گرینت در این فیلم مالاکی نام دارد که یک کارگر در شهر بلفاست است که همه تلاش خود را می‌کند تا دختر رئیسش را که شیفته او است، تحت تأثیر قرار دهد. بازی در این فیلم او را در مسیر ایفای نقش‌های خشن قرار داد. با وجود نخستین نمایش در جشنواره بین‌المللی فیلم برلین در سال ۲۰۰۹ این فیلم در ابتدا نتوانست توزیع کننده‌ای پیدا کند. یک کمپین آنلاین هم توسط طرفداران گرینت برای تضمین یک معامله برای توزیع‌کننده در سال ۲۰۱۰ صورت گرفت.
گرینت در سال ۲۰۱۰ در فیلم کمدی ترسناک هدف وحشی ساختهٔ جاناتان لین بازی کرد؛ امیلی بلانت و بیل نای از دیگر بازیگران این فیلم بودند. این فیلم بازسازی فیلم فرانسوی هدف متحرک در سال ۱۹۹۳ بود. هدف وحشی با بودجه نسبتاً کم ۸ میلیون دلار آمریکا ساخته شد. فیلم شکست تجاری خورد و تنها ۳٫۴ میلیون دلار درآمد داشت و بیشتر نقدهای منفی را در رسانه‌ها به دنبال داشت که از آن به دلیل بی‌احترامی به فیلم اصلی و هدر دادن پتانسیل کمدی بازیگرانش انتقاد کردند. با این حال گرینت همچنان توجه مثبتی را به خود جلب کرد. ناتاشا هاجسون دربارهٔ بازی گرینت گفت: «خوب است که می‌بینیم روپرت گرینت در نقشی غیر از نقش رون ویزلی خوب بازی می‌کند و واضح است که در حرفه‌اش پیش می‌رود».
در ژانویهٔ ۲۰۱۱ گرینت در برنامه کمدی محبوب بی‌بی‌سی با نام بیا با من پرواز کن حضور یافت، مت لوکاس و دیوید ویلیامز نیز در این برنامه حضور داشتند. در مارس ۲۰۱۱ او به عنوان شخصیت اصلی فیلم کم‌هزینه ضدجنگ نروژی با نام درون سپیدی به کارگردانی پیتر نائس انتخاب شد. تصویربرداری اصلی در آوریل ۲۰۱۱ آغاز شد و پس از آن فیلم در لوکیشن فیلمبرداری و در سال ۲۰۱۲ اکران شد. داستان آن براساس یک حادثهٔ واقعی است که در ۲۷ آوریل ۱۹۴۰ رخ داد. زمانی که بمب‌افکن خلبان آلمانی لوفت‌وافه، هورست شوپیس در گروتلی توسط یک بلکبرن اسکوا از ناوگان نیروی دریایی سلطنتی سرنگون شد و پس از آن سقوط کرد و چندین خدمه آلمانی و بریتانیایی به‌طور اتفاقی در یک زمستان سخت در کلبه پناه گرفتند.
در اوت ۲۰۱۱ گرینت با تام فلتون دوست و همبازیش در فیلم‌های هری پاتر در لس آنجلس برای مجموعه پاییز/زمستان برند مد بند آو اوتسایدرز عکسبرداری کرد. در سپتامبر ۲۰۱۱ اعلام شد که گرینت صداپیشگی شخصیتی را در اقتباس سینمایی از پستچی پت به همراه دیوید تننت، استیون منگن و جیم برودبنت خواهد داشت. این پویانمایی در مه ۲۰۱۴ منتشر شد. گرینت همچنین در موزیک ویدیوی آهنگ اد شیرن با نام خانهٔ لگویی حضور یافت که در ۲۰ اکتبر ۲۰۱۱ منتشر شد.

### ۲۰۱۲-اکنون: کارهای بیشتر، تئاتر و تلویزیون
در مارس ۲۰۱۲ آگهی تلویزیونی از بریتانیا دیدن کنید منتشر شد که در آن گرینت در کنار جولی والترز، میشل داکری و استیون فرای حضور داشت و تعطیلات در خانه را در بریتانیا تبلیغ می‌کرد. در اواخر همان ماه ورایتی گزارش داد که گرینت در کنار کلویی گریس مورتس برای فیلم درامر، یک فیلم بیوگرافی دربارهٔ دنیس ویلسون که درامر گروه بیچ بویز بود، انتخاب شده است. در همان روز هالیوود ریپورتر نیز آن را تأیید کرد و اعلام کرد که فیلمبرداری از ۱۵ ژوئن ۲۰۱۲ در کالیفرنیا و ساوانا، جورجیا آغاز خواهد شد.

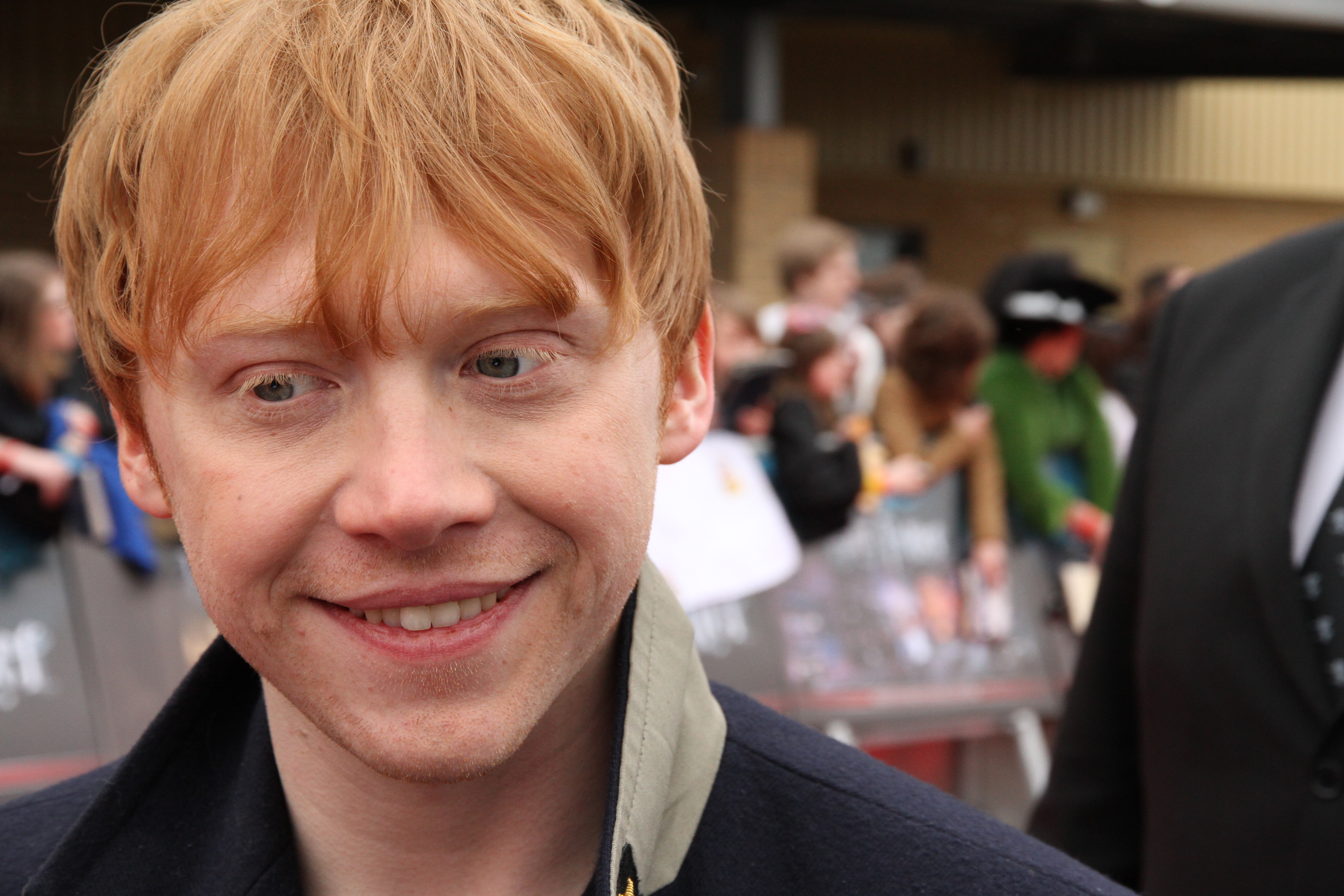
گرینت در سال ۲۰۱۲

در ۲۵ ژوئیهٔ ۲۰۱۲ گرینت مشعل المپیک ۲۰۱۲ لندن را در جریان انتقال مشعل المپیک حمل کرد. او به بی‌بی‌سی نیوز گفت «که این یک تجربهٔ غافلگیرکننده بود که امیدوارم برای همیشه آن را به خاطر بسپارم» و به دیلی تلگراف گفت: «شگفت‌انگیز بود، واقعاً فوق‌العاده بود. این یک افتخار است که بخشی از این هستم. من واقعاً افتخار می‌کنم.» در اکتبر ۲۰۱۲ او یک فیلم ۲۵ دقیقه‌ای ۳ بعدی با نام گنبد سیاره‌نما دربارهٔ امکان وجود حیات هوشمند در کیهان را روایت کرد. در ۱۳ فوریهٔ ۲۰۱۳ پخش زندهٔ هالیوود ریپورتر اعلام کرد که گرینت در یک سربرنامه تلویزیونی برای سی‌بی‌اس به نام سوپر کلاید بازی خواهد کرد اما این کار تبدیل به سریال نشد. در ژوئیهٔ ۲۰۱۳ تأیید شد که گرینت نخستین نقش خود در تئاتر را بازی خواهد کرد؛ او در اجرای دوم موجو، یک نمایش کمدی سیاه به کارگردانی جز باترورث، نقش سوئیتس را اجرا کرد که یک فرد محلی بود که مصرف بالای آمفتامین داشته، رفتار دوگانه‌ای دارد و همواره تهدیدات توخالی می‌کند. این نمایش که برندن کویل، بن ویشاو و دنیل میز نیز در آن نقش آفرینی کردند، بر پایه رویدادهای زندگی واقعی بود و از ۲۶ اکتبر ۲۰۱۳ تا ۸ فوریهٔ ۲۰۱۴ در تئاتر هارولد پینتر در لندن اجرا شد. گرینت برای نقش خود برنده جایزه واتس‌آن‌استیج برای بهترین بازیگر تازه‌وارد لندن شد.

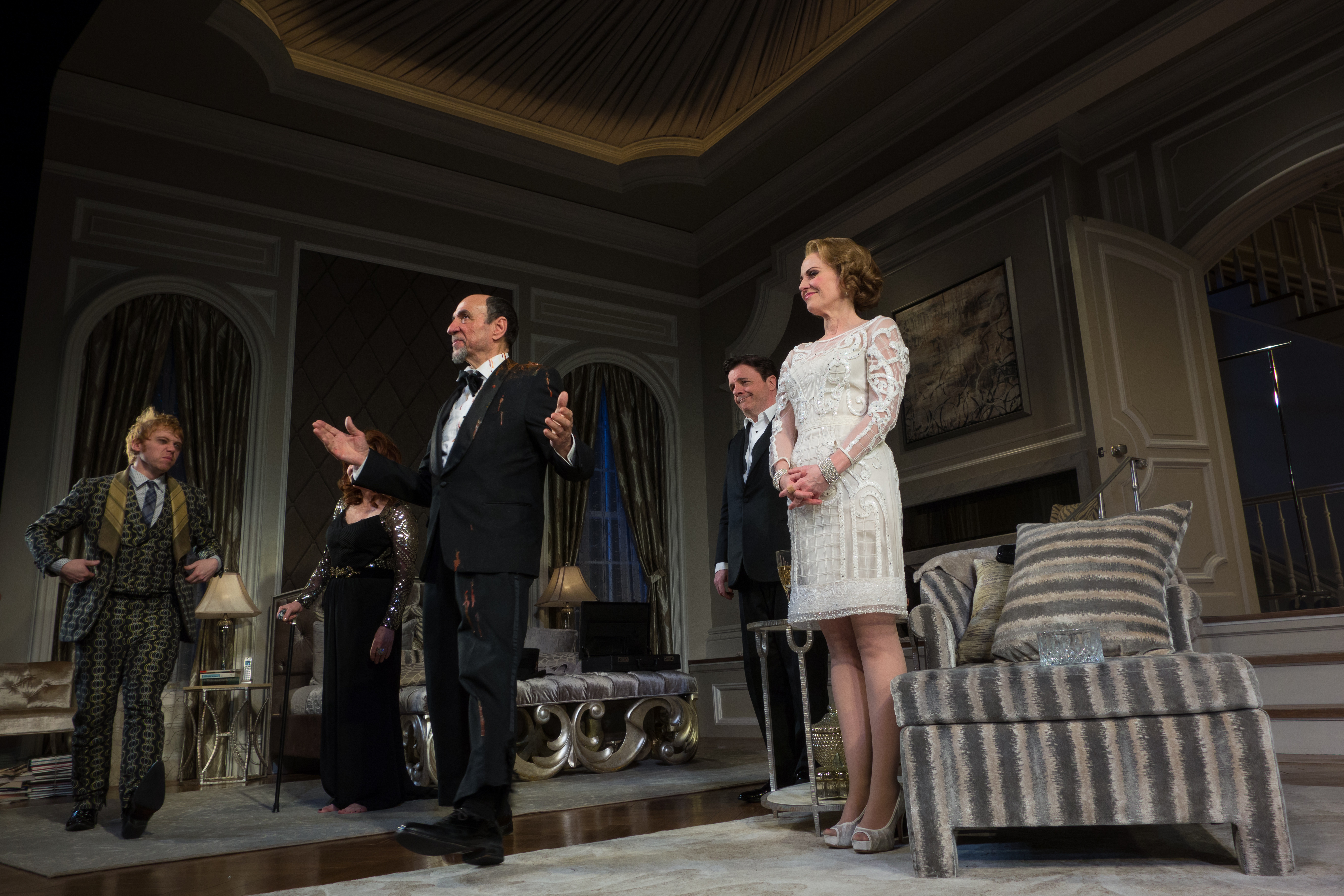
گرینت (سمت چپ) در حین اجرای این فقط یک نمایش است در تئاتر جرالد شونفلد در سال ۲۰۱۴

در سپتامبر ۲۰۱۳ هالیوود ریپورتر تأیید کرد که گرینت در اقتباسی از مکبث به نام دشمن انسان بازی خواهد کرد. در این فیلم شان بین، چارلز دنس، جیسون فلمینگ، جیمز دارسی، نیل مسکل و جو گیلگان حضور داشتند و وینسنت رگان کارگردان آن بود. فیلمبرداری این فیلم در ژانویهٔ ۲۰۱۴ در بریتانیا آغاز شد. در ژوئن ۲۰۱۴ اعلام شد که گرینت اولین بازی خود را در برادوی در نقش فرانک فینگر در نمایشنامه این فقط یک نمایش است در تئاتر جرالد شونفلد انجام خواهد داد که با متیو برودریک، ناتان لین، استاکرد چنینگ و مگان مولالی روی صحنه می‌رود. این نمایش از ۲۸ اوت ۲۰۱۴ تا ۴ ژانویهٔ ۲۰۱۵ اجرا شد.
از سال ۲۰۱۹ گرینت در نقش جولیان پیرس در سریال ترسناک روانشناختی خدمتکار از اپل تی‌وی پلاس بازی کرده است. این سریال مورد تحسین منتقدان قرار گرفته است. در دسامبر ۲۰۲۱ نمایش برای فصل چهارم و آخرین آن تمدید شد. گیرمو دل تورو کارگردان برنده جایزه اسکار دربارهٔ این سریال و بازی روپرت گرینت در توییتی گفت: «من از خدمتکار کاملاً لذت بردم. دیر به تماشای آن نشستم، اما این یک نمایش ظریف و زیبایی است و روپرت گرینت تقریباً آن را دربر می‌گیرد، همان‌طور که صحنه‌سازی و فیلمبرداری اینگونه است.»
گرینت در مجموعه تلویزیونی در سبک آنتولوژی نتفلیکس با نام قفسه عجایب ساخته گیرمو دل تورو و همچنین در فیلم ترسناک در کابین را بزن ساخته ام. نایت شامالان بازی کرد. او همچنین با چندین بازیگر مجموعه فیلم هری پاتر برای ویژه برنامه اچ‌بی‌او مکس با نام بیستمین سالگرد هری پاتر: بازگشت به هاگوارتز گرد هم آمدند که این ویژه برنامه در ۱ ژانویه ۲۰۲۲ نمایش داده شد.

## زندگی شخصی
گرینت از سال ۲۰۱۱ با هنرپیشه جورجیا گروم در رابطه بوده است. آنها دو دختر دارند که در مهٔ ۲۰۲۰ و آوریل ۲۰۲۵ به دنیا آمده‌اند.
در میان همه‌گیری آنفلوانزای خوکی ۲۰۰۹–۲۰۱۰ گرینت به این بیماری مبتلا شد و از بیماری خفیفی رنج برد. او در حمل مشعل بازی‌های المپیک تابستانی ۲۰۱۲ شرکت کرد و شعله را از طریق هندون در شمال غربی لندن به خارج از دانشگاه میدلسکس حمل کرد.
او در نوامبر ۲۰۲۰ به اینستاگرام پیوست و عکسی از خود در حالی که دختر تازه متولد شده‌اش را در آغوش گرفته بود منتشر کرد. او در عرض چهار ساعت و یک دقیقه پس از ایجاد حساب کاربری خود به یک میلیون دنبال‌کننده رسید و رکورد قبلی گینس را برای سریعترین زمان برای رسیدن به یک میلیون دنبال‌کننده در این بستر را شکست.
گرینت یک دوستدار مشتاق فوتبال و از هواداران پرشور تیم تاتنهام هاتسپر است.

### فعالیت‌های بشردوستانه
گرینت از سازمان‌های خیریه مختلف از جمله اهدای وسایل شخصی به حراجی‌های خیریه حمایت کرده است. او در سال ۲۰۱۰ به همراه جیمز و الیور فلپس در رالی حواس‌پرتی شرکت کردند که برای مؤسسه ملی قایق نجات سلطنتی بریتانیا پول جمع‌آوری کرد. او یکی از بیش از ۴۰ نفری بود که طرح‌هایی را برای مجموعه کریسالیس برای آسایشگاه مراقبت کیچ در لوتون تولید کردند. قطعه او یک پروانه نقاشی شده بود که در سایت ای‌بی در مارس ۲۰۱۰ به حراج گذاشته شد. گرینت در ماه مهٔ ۲۰۱۱ به همراه دیگر افراد مشهور در کمپین تبلیغاتی مِیک ماین میلک برای ترویج نوشیدن روزانه شیر شرکت کرد. تبلیغات او روی پوسترها و کناره‌های هزاران اتوبوس در سراسر بریتانیا دیده می‌شد. از سال ۲۰۱۱ او از جایزه ستاره کوچک برای تحقیقات سرطان انگلستان حمایت کرده است. او گفت: «من فکر می‌کنم که این فوق‌العاده است که مرکز تحقیقات سرطان بریتانیا از این طریق کمک می‌کند تا کمی جادو به زندگی کودکان بیاورد». در نوامبر ۲۰۲۰، گرینت به همراه هنرمندانی همچون دوآ لیپا، هری استایلز، امیلیا کلارک و جود لا با انتشار ویدیویی حمایت کردند از کمپین عشق را انتخاب کنید که به منظور کمک به پناهجویان شکل گرفته بود.

### مسائل مالیاتی
در سال ۲۰۱۶، گرینت درخواست تجدید نظر خود را علیه تصمیم اداره مالیات و گمرک بریتانیا برای مسدود کردن تلاش او جهت تغییر تاریخ حسابداری‌اش، باخت. این اقدام با هدف کاهش تعهدات مالیاتی او و به تعویق انداختن درآمد به سال مالیاتی با نرخ مالیاتی پایین‌تر انجام شده بود. در آن زمان، تخمین زده شد که این بازیگر حدود ۲۴ میلیون پوند از فرنچایز هری پاتر کسب کرده است. با این حال، اداره مالیات و گمرک بریتانیا با موفقیت استدلال کرد که این تغییر با انگیزه فرار مالیاتی و نه دلایل تجاری مشروع انجام شده است.
در سال ۲۰۱۹، اداره مالیات و گمرک بریتانیا پرونده دیگری علیه گرینت مطرح کرد. او موظف شد پس از باخت در نبرد حقوقی با اداره مالیات و گمرک بریتانیا، مبلغ اضافی ۱٫۸ میلیون پوند مالیات پرداخت کند. مقامات مالیاتی استدلال کردند که مبلغ ۴٫۵ میلیون پوندی که او دریافت کرده است باید به عنوان درآمد و نه به عنوان دارایی سرمایه‌ای که مشمول نرخ مالیاتی بسیار پایین‌تری است، طبقه‌بندی شود. این حکم، تعهدات مالیاتی او را برای سال مالی ۲۰۱۱–۲۰۱۲ افزایش داد. گرینت بعداً درخواست تجدید نظر خود را باخت و موظف به پرداخت ۱٫۸ میلیون پوند بدهی مالیاتی و هزینه‌های حقوقی شد.